# Ducato di Brabante
Il Ducato di Brabante (in italiano storico Brabanza) fu uno stato storico della regione storica dei Paesi Bassi. Il suo territorio, attualmente diviso fra Belgio e Paesi Bassi, è pressappoco quello definito dai confini delle province belghe del Brabante Vallone, del Brabante Fiammingo e di Anversa, della Regione di Bruxelles-Capitale e da quello della provincia olandese del Brabante Settentrionale. 
Fu uno degli stati più importanti della regione fino allo scoppio dell'insurrezione olandese, quando venne diviso in diverse entità, e su di esso si appoggiava il voto al Reichstag del sedicente Duca di Borgogna. Le sue città più importanti furono Bruxelles, Anversa, Lovanio, Mechelen, Breda e 's-Hertogenbosch.

## Storia
Con il termine pagus Bracbatensis, da bracha = nuova e bant = regione, si indicava una contea, istituita in epoca carolingia, posta nel territorio delimitato dai corsi dei fiumi Schelda e Dijle. 
Venne istituito qui, come feudo del Sacro Romano Impero, il Langraviato di Brabante. Nel 1085 con la morte del conte Ermanno II di Lotaringia il controllo del langraviato passò nelle mani di Enrico III di Lovanio. Il titolo di Duca di Brabante e conseguentemente il ducato, vennero creati da Federico I Barbarossa nel 1183-1184. In questo periodo il territorio del ducato non era altro che la zona, ad ovest di Bruxelles, compresa tra i fiumi Dender e Senne. Il primo duca fu Enrico I di Brabante, figlio di Goffredo III di Lovanio. Alla morte del padre Enrico divenne anche duca della Lotaringia Inferiore. Con la vittoria nella battaglia di Worringen, nel 1288, i brabantini acquisirono il controllo anche sulle terre del vicino ducato di Limburgo. Nel 1433 il ducato di Brabante andò in eredità a Filippo III di Borgogna. Successivamente, nel 1477, il ducato passò nelle mani degli Asburgo che lo inglobarono nel territorio conosciuto come le Diciassette Province. Con la fine della guerra degli ottant'anni e la firma della pace di Vestfalia, la parte settentrionale del Brabante venne annessa alla Repubblica delle Sette Province Unite mentre la parte meridionale andò a formare i Paesi Bassi del Sud.

## Geografia antropica

### Suddivisioni amministrative
Il Ducato di Brabante era diviso in quattro distretti, ciascuno dei quali aveva una propria capitale. I distretti erano quelli di Lovanio, Bruxelles, Anversa e 's-Hertogenbosch. Prima di quest'ultima la capitale del quarto distretto era Tienen.

#### Distretto di Lovanio
Città fortificate
- Lovanio
- Tienen
- Zoutleeuw
- Landen
- Hannut
- Aarschot
- Scherpenheuvel
- Zichem
- Diest
- Halen
- Jodoigne
- Gembloux

Città non fortificate
- Wavre
- Dormaal

#### Distretto di Bruxelles
Città fortificate
- Bruxelles
- Vilvoorde
- Nivelles

Città non fortificate
- Braine-l'Alleud
- Genappe
- La Hulpe
- Overijse
- Tervuren
- Duisburg
- Asse

#### Distretto di Anversa
Città fortificate
- Anversa
- Lier
- Herentals
- Zandvliet
- Bergen op Zoom
- Steenbergen
- Breda

Città non fortificate
- Turnhout
- Geel
- Hoogstraten
- Duffel
- Walem
- Arendonk

#### Distretto di 's Hertogenbosch
Città fortificate
- 's Hertogenbosch
- Heusden
- Helmond
- Ravenstein
- Megen
- Grave
- Eindhoven

Città non fortificate
- Oirschot
- Oisterwijk